# Verfassungsbeschwerde (Schweiz)
Mit einer Verfassungsbeschwerde kann in der Schweiz eine Verletzung verfassungsmässiger Rechte vor dem Bundesgericht in seiner Funktion als Verfassungsgericht geltend gemacht werden. Die Verfassungsbeschwerde ist subsidiär zu allen anderen Beschwerden. Sie kommt also nur dann infrage, wenn alle anderen Möglichkeiten ausgeschöpft sind. Daher etablierte sich in Praxis und Schrifttum der Name subsidiäre Verfassungsbeschwerde.

## Entstehungsgeschichte
2007 nahmen Volk und Stände die Justizreform an. Damit wurden die drei Einheitsbeschwerden in Straf- und Zivilsachen sowie in Angelegenheiten des Öffentlichen Rechts geschaffen. Eine Verfassungsbeschwerde sah der Bundesrat in seinem Entwurf nicht vor. Unter dem Bundesrechtspflegegesetz (OG), das durch das derzeit geltende Bundesgerichtsgesetz (BGG) abgelöst wurde, existierte die staatsrechtliche Beschwerde. Sie war nur gegen Entscheide der Kantone zulässig, wohingegen Akte des Bundes ab 1969 mit der Verwaltungsgerichtsbeschwerde beim Bundesgericht angefochten werden konnten. Diese beiden Rechtsmittel wurden in der Beschwerde in öffentlich-rechtlichen Angelegenheiten zusammengelegt.
In seiner Botschaft zur Justizreform sah der Bundesrat keinen Ersatz für die staatsrechtliche Beschwerde, mit der eine Verletzung verfassungsmässiger Rechte geltend gemacht werden konnte, vor. Deswegen bemängelte das Parlament, dass dadurch Defizite im Rechtsschutz entstünden. Der Ständerat schlug daher vor, den Rechtsweg für die Verletzung verfassungsmässiger Rechte weiter zu öffnen. Daraufhin verfasste das Bundesgericht ein Schreiben, in dem es seine Sorge kundtat, dass diese neuen Rechtsmittel das Bundesgericht stark zusätzlich belasten könnten und dass dadurch ebenfalls das ganze Rechtsmittelsystem verkompliziert würde. Das Ziel der Justizreform war eine Entlastung des Gerichts. Trotz der höchstrichterlichen Bedenken wurde eine Beschwerde eingefügt, die die verfassungsmässigen Rechte des Einzelnen schützt: Die Verfassungsbeschwerde war geboren.

## Merkmale der Verfassungsbeschwerde

### Anfechtungsgegenstände: Entscheide letzter kantonaler Instanzen
Die Verfassungsbeschwerde unterscheidet sich von den ordentlichen Beschwerden (Einheitsbeschwerden) dahingehend, dass mit ihr nur kantonale Entscheide (Gerichtsurteile, Verfügungen) in letzter Instanz angefochten werden können, nicht jedoch Verfügungen einer Bundesbehörde, Urteile eines eidgenössischen Gerichts oder kantonale Erlasse (Gesetze oder Verordnungen). Bevor sie ergriffen werden kann, muss zudem der kantonale Instanzenzug ausgeschöpft sein. Letztinstanzlich ist ein Entscheid erst dann, wenn die Verletzung verfassungsmässiger Rechte nicht mehr vor einer kantonalen Behörde geltend gemacht werden kann.
Unter den Begriff kantonal fällt ebenfalls die interkantonale Ebene. Entscheide von interkantonalen Instanzen können somit per Verfassungsbeschwerde angefochten werden.

### Subsidiarität
Das zweite wesentliche Merkmal der Verfassungsbeschwerde ist die Subsidiarität (Unterordnung) gegenüber den Einheitsbeschwerden. Sie ist somit nur dann zulässig, wenn alle anderen Beschwerdemöglichkeiten ausgeschöpft sind. Diese Voraussetzung ist gegeben, wenn eine Verfügung vom Ausnahmekatalog des Art. 83 BGG erfasst wird oder unter der Streitwertgrenze der Einheitsbeschwerden liegt. Erweist sich eine ordentliche Beschwerde aus einem andern Grund als unzulässig, so steht auch die Verfassungsbeschwerde nicht zur Verfügung.

## Beschwerdegrund
Mit der Verfassungsbeschwerde kann nur eine Verletzung verfassungsmässiger Rechte gerügt werden, bei den ordentlichen Beschwerden kommen weitere Rügen in Betracht (Art. 95–98 BGG). Beispielsweise kann mit der Beschwerde in öffentlich-rechtlichen Angelegenheiten gerügt werden, dass ein Kanton mit einem Erlass das Bundesrecht verletzt habe. In der Praxis ist dieser Unterschied nicht so entscheidend, zumal der Vorrang des Bundesrechts ein verfassungsmässiges Recht darstellt.
In der Schweizer Rechtsordnung geniesst die Europäische Menschenrechtskonvention (EMRK) Verfassungsrang. Jene Grundrechte, die von der EMRK oder der Bundesverfassung gewährleistet werden, sind somit gleichrangig. Daher fallen die Garantien der EMRK ebenfalls unter den Begriff verfassungsmässige Rechte.

## Praktische Bedeutung
Von ihrer Grundidee her ist die Verfassungsbeschwerde jenes Mittel, das bei Unbedeutendem (die Streitwertgrenze wird nicht erreicht) und Ausnahmen (Art. 83 BGG) Verwendung findet. Im Vergleich zur staatsrechtlichen Beschwerde hat sie zwar weniger Leitentscheide hervorgebracht. Dennoch vermochte sie wichtige Beiträge in der Rechtsentwicklung zu leisten. Die zahlreichen Versuche, sie abzuschaffen, von denen alle scheiterten, riefen viel Kritik hervor.
Weil wenig bedeutende Rechtsprechung infolge von Verfassungsbeschwerden entstand, forderte vor allem das Bundesgericht deren Abschaffung; einzig im Bereich der Einbürgerung erfülle sie «offenkundig eine elementare rechtsstaatliche Funktion.» Bei anderen Rechtsgebieten ist das weniger der Fall. Eine Erklärung dafür ist, dass grundrechtliche Fragen seit 2007 überwiegend im Rahmen der Beschwerde in öffentlich-rechtlichen Angelegenheiten geklärt werden. Bei 75 % der Fälle wurden mit der Verfassungsbeschwerde zivilrechtliche Sachverhalte geklärt. Mehr als die Hälfte aller Verfassungsbeschwerden fallen auf das Schuldbetreibungs- und Konkursrecht. An zweiter Stelle folgt das Obligationenrecht, erst an dritter das Öffentliche Recht.

«Es handelt sich formal um ein Rechtsmittel, das aber, je nach Rechtsgebiet, sehr unterschiedliche Aufgaben erfüllt. […] Die Argumente sind – hüben wie drüben – meist abstrakt und pauschal. So heisst es auf Befürworter-Seite etwa, die Verfassungsbeschwerde ‹führ[e] zur Wahrung der Einheit der Rechtsanwendung und zur Förderung der Rechtsentwicklung in einem föderalistischen Bundesstaat›. […] Mit der Realität der heutigen Verfassungsbeschwerde haben sie [diese Aussagen] wenig zu tun – Einbürgerungsfragen und einzelne weitere Fallgruppen ausgenommen. Wenig überzeugend sind auch manche Argumente auf Gegner-Seite. So wird die Verfassungsbeschwerde als ‹Fremdkörper› im Rechtsmittelsystem bezeichnet – ein Fremdkörper war auch die staatsrechtliche Beschwerde. Kurz: Schlagwortartige Verkürzungen prägen die Auseinandersetzung.»